# Kiyú-Ordeig
Kiyú-Ordeig est une ville de l'Uruguay située dans le département de San José. Sa population est de 332 habitants.

## Population
| Année | Population |
| ----- | ---------- |
| 1963  | -          |
| 1975  | 357        |
| 1985  | 312        |
| 1996  | 414        |
| 2004  | 332        |

Référence,: